# George Washington
|  | For andre betydninger af ordet Washington, se Washington. |
George Washington (født 22. februar 1732 (g.s. 11. februar 1731), død 14. december 1799) var USA's første præsident 1789-1797. 
Han var amerikansk plantageejer, øverstbefalende for koloniernes tropper under USA's uafhængighedskrig og USA's første præsident.

## Biografi
Han fik en militæruddannelse og som nyudnævnt oberstløjtnant ledede han en militsstyrke i den franske og indianske krig. Efterfølgende passede han familiens plantage indtil den Amerikanske uafhængighedskrigs udbrud. Washington deltog i Den Anden Kontinentale Kongres i Philadelphia i 1775, hvor han blev valgt til øverstbefalende for Den kontinentale hær. Han var klar over, at han ikke skulle indlade sig i åben kamp med sin dårligt uddannede og dårligt udrustede hær. 13 engelske kolonier underskrev den 4. juli 1776 Uafhængighedserklæringen og skabte dermed nationen USA. Kampene mod England fortsatte dog. Frankrig, som støttede koloniernes løsrivelsesbestræbelser, anerkendte USA i 1778, men England gjorde det først i 1783. 
I 1789 valgtes George Washington til USA's første præsident med John Adams som vicepræsident. Den 30. april 1789 aflagde han ed som præsident til New Yorks kansler, Robert R. Livingston, som den eneste præsident, der hidtil har aflagt eden i New York. 
Han beklædte præsidentposten fra 30. april 1789 til 4. marts 1797. Under George Washington udfærdigedes 10 tilføjelser til forfatningen, først og fremmest om individuelle rettigheder, men også om delstaternes rettigheder. George Washington døde den 14. december 1799. Han er den eneste amerikanske præsident, som ikke har boet i Det Hvide Hus i Washington D.C., som først blev færdig efter hans død. George Washington boede som præsident først i New York, senere i Philadelphia.
George Washington er også kendt for at være en af de tolv amerikanske præsidenter, der var frimurer. Det siges, at han lagde grundstenen til parlamentsbygningen på Capitol Hill iført sit frimurer skødeskind.
Der fandtes også en vandrehistorie, om at George Washington havde tænder af træ. Men ifølge en undersøgelse i Washington af bl.a. en retsmedicinsk antropolog fra Pittsburgh Universitet (i samarbejde med 'National Museum of Dentistry', selv forbundet med Smithsonian Institution), havde han tandproteser lavet af guld, flodhest elfenben, bly, og tænder fra både mennesker og dyr (inklusiv heste og æsler).